# Polskie Radio Rzeszów

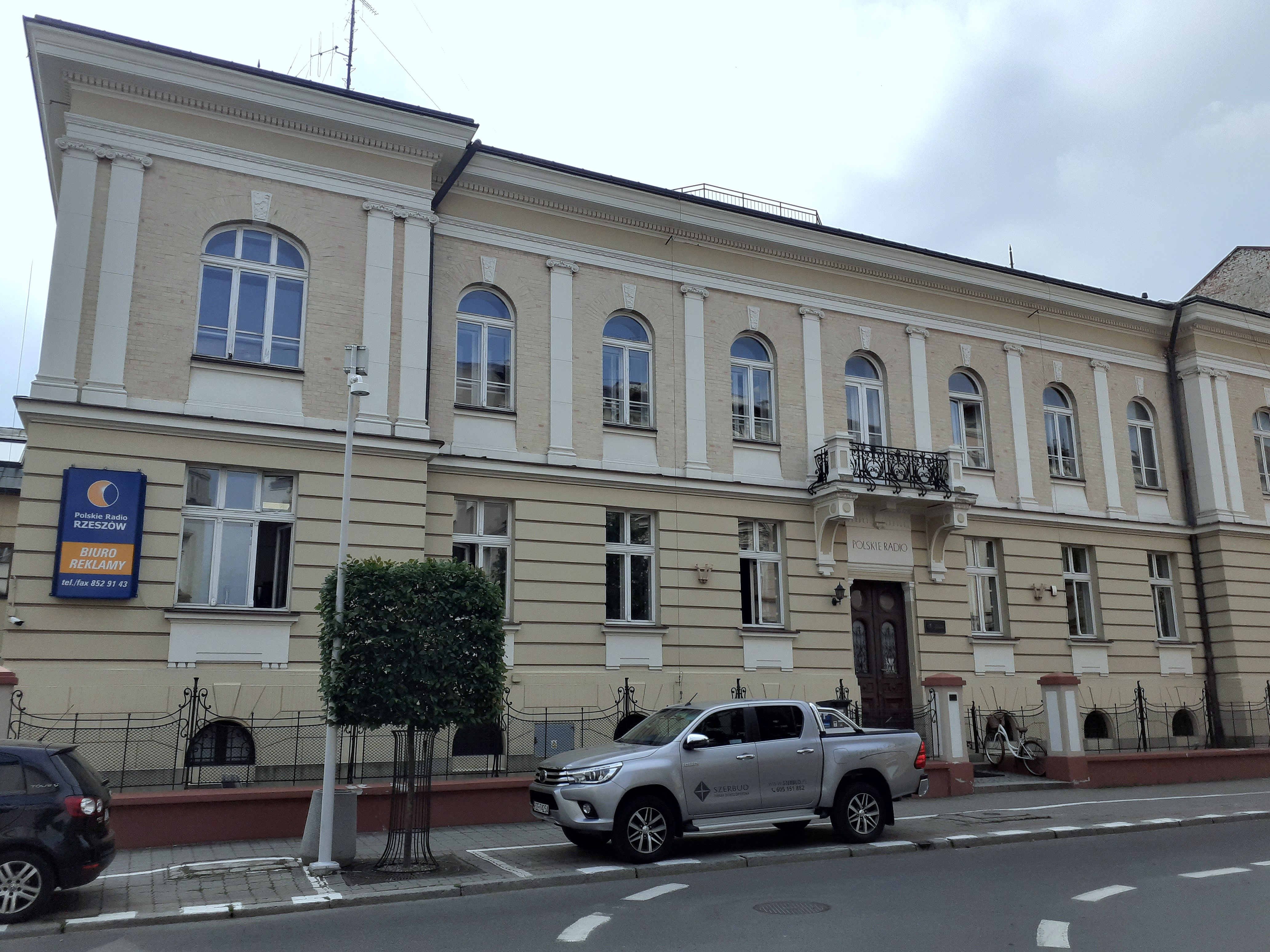
Siedziba Radia Rzeszów przy ul. Zamkowej 3 w Rzeszowie

Statuetka plebiscytu „Nagroda muzyczna Polskiego Radia Rzeszów Werbel 2021" dla AniKi Dąbrowskiej podczas XIII edycji plebiscytu

Polskie Radio Rzeszów – regionalna rozgłośnia Polskiego Radia uruchomiona 24 września 1952 r. Obejmuje zasięgiem całe województwo podkarpackie, a także fragmenty województw ościennych i przygraniczne tereny Słowacji (na 90,5 oraz 99,2MHz) i Ukrainy (na 99,2, 102,0 oraz 103,7 MHz).

## Historia
W październiku 1951 roku zapadła decyzja o utworzeniu w Rzeszowie delegatury rozgłośni Polskiego Radia Kraków.
Siedziba radia od 1959 r. mieści się w Rzeszowie przy ulicy Zamkowej 3, dodatkowo zajmuje też przylegający do kamienicy Pałac Burgallera i dom przy alei Pod Kasztanami 8.
Redaktorami naczelnymi rozgłośni byli: Stanisław Koczur (od 1951 kierownik Ekspozytury Radia w Rzeszowie), Zygmunt Wójtowicz (1960–1972), Adolf Jakubowicz (1972–1990).
Polskie Radio Rzeszów zostało odznaczone odznaką honorową „Zasłużony dla Województwa Podkarpackiego”.
Od 2017 roku Polskie Radio Rzeszów razem z Telewizją Rzeszów organizują „Dino TOP Festival”, a od 5 lipca 2019 r. realizują wakacyjny program pod nazwą „Piątek z Radiem w Telewizji”.
Polskie Radio Rzeszów co roku organizuje plebiscyt „Nagroda muzyczna Polskiego Radia Rzeszów Werbel”. „Werbel” to plebiscyt, w którym prezentowane są najlepsze płyty artystów z regionu województwa Podkarpackiego. Nagroda jest przyznawana w dwóch kategoriach: Nagroda Jury oraz Nagroda Słuchaczy. Pierwszy plebiscyt odbył się 13 lat temu.
W lutym 2016 prezesem RR został Przemysław Tejkowski.
Po odwołaniu Tejkowskiego na początku stycznia 2024 stanowisko likwidatora Polskiego Radia Rzeszów, powołanym przez ministra kultury i dziedzictwa narodowego jako reprezentanta Skarbu Państwa, został Paweł Kusak, a 17 stycznia 2024 tę posadę objął Jakub Osika.

## Słuchalność
Według badania Radio Track (wykonane przez Millward Brown SMG/KRC) za okres listopad-kwiecień 2021/2022, wskaźnik udziału w rynku słuchalności Polskiego Radia Rzeszów wyniósł 5,5 proc., co dało tej stacji 7. pozycję w rzeszowskim rynku radiowym.

## Częstotliwości analogowe w powiatach
Polskie Radio Rzeszów dysponuje 9 analogowymi nadajnikami. Kod PI to 3417.
| Częstotliwość [MHz] | Polaryzacja | Moc ERP [kW] | Lokalizacja nadajnika            | Odbiór w powiatach                                      |
| ------------------- | ----------- | ------------ | -------------------------------- | ------------------------------------------------------- |
| 90,3                | V           | 1            | Tarnobrzeg *Komin ZCh Siarkopol* | kolbuszowski, Tarnobrzeg, tarnobrzeski,                 |
| 90,5                | H           | 120          | Krosno *Sucha Góra*              | brzozowski, jasielski, Krosno, krośnieński, strzyżowski |
| 96,4                | H           | 1            | Mielec *Stadion MOSiR*           | dębicki, mielecki                                       |
| 99,2                | H           | 5            | Solina *Góra Jawor*              | bieszczadzki, leski, sanocki                            |
| 102,0               | H           | 10           | Przemyśl *Tatarska Góra*         | jarosławski, przemyski, Przemyśl                        |
| 102,9               | V           | 30           | Leżajsk *Giedlarowa*             | leżajski, niżański, przeworski                          |
| 103,7               | V           | 10           | Lubaczów *Boble*                 | lubaczowski                                             |
| 105,5               | H           | 0,1          | Stalowa Wola *Budynek MZK*       | stalowowolski                                           |
| 106,7               | V           | 2            | Rzeszów *Magdalenka*             | łańcucki, ropczycko-sędziszowski, rzeszowski, Rzeszów   |

## Odbiór cyfrowy
Od 1 kwietnia 2015 roku rozgłośni można słuchać na radioodbiornikach naziemnej radiofonii cyfrowej DAB+. Polskie Radio Rzeszów nadaje w podkarpackiej wersji Multipleksu Polskiego Radia MUX-R3 na kanale 11A o częstotliwości 216,928MHz.
| Częstotliwość [MHz] | Kanał | Polaryzacja | Lokalizacja nadajnika    | Moc ERP [kW] |
| ------------------- | ----- | ----------- | ------------------------ | ------------ |
| 216,928             | 11A   | V           | Krosno *Sucha Góra*      | 8,8          |
| 216,928             | 11A   | V           | Leżajsk *Giedlarowa*     | 9            |
| 216,928             | 11A   | V           | Przemyśl *Tatarska Góra* | 8            |
| 216,928             | 11A   | V           | Rzeszów *Baranówka*      | 1,3          |

## Historia logo Radia Rzeszów
| Lata           | Opis | Ilustracja |
| -------------- | --- | ---------- |
| ? – 2002       | W górnych rogach dwa czerwone napisy, odpowiednio: w lewym – „UKF”, w prawym – „FM”. Pod nimi dwie duże pochylone litery „R” (po prawej stronie litera jest odwrócona). Pomiędzy literami czerwone łuki. Pod wszystkim czarny napis „RADIO RZESZÓW S.A.” |            |
| 2002 – 2006    | Czerwony napis „Radio Rzeszów” umieszczony w dwóch liniach. W prawym-górnym rogu logo podobne do wcześniejszego (dwie czerwone litery „R” z łukami pomiędzy nimi).                                                                                       |            |
| 2006 – obecnie | Po lewej stronie w kole niebieski księżyc częściowo zasłaniający pomarańczowe słońce. Po lewej stronie niebieski napis „Polskie Radio Rzeszów” umieszczony w dwóch liniach.                                                                              |            |